# Großsteingrab Kittendorf
Das Großsteingrab Kittendorf war eine megalithische Grabanlage der jungsteinzeitlichen Trichterbecherkultur bei Kittendorf im Landkreis Mecklenburgische Seenplatte (Mecklenburg-Vorpommern). Es wurde im 19. Jahrhundert zerstört. Sein genauer Standort ist nicht überliefert. Auch über Ausrichtung, Maße und Grabtyp liegen keine näheren Informationen vor.